# Classe Lexington (porta-aviões)
Classe Lexington identifica uma classe de porta-aviões da Marinha dos Estados Unidos.

## Porta-aviões
| Navio                | Construtor                                                     | Batimento de Quilha    | Lançamento           | Completado(data)       | Fatalidade                                                |
| -------------------- | -------------------------------------------------------------- | ---------------------- | -------------------- | ---------------------- | --------------------------------------------------------- |
| USS Lexington (CV-2) | Fore River Ship and Engine Building Co., Quincy, Massachusetts | 8 de fevereiro de 1921 | 3 de outubro de 1925 | 14 de dezembro de 1927 | Afundado na Batalha do Mar de Coral em 8 de maio de 1942. |
| USS Saratoga (CV-3)  | New York Shipbuilding Corporation, Camden, New Jersey          | 26 de setembro de 1920 | 7 de abril de 1925   | 16 de novembro de 1927 | Afundado como navio alvo em 25 de julho de 1946           |